# آیزن‌اشتات در برابر بیرد
آیزن‌اشتات در برابر بیرد نام یک پرونده در دیوان عالی ایالات متحده آمریکا است که این حق را به زوج‌هایی که با یکدیگر ازدواج نکرده‌اند می‌دهد تا از ابزار پیشگیری از بارداری به مانند زوجهایی که ازدواج کرده‌اند به‌طور قانونی استفاده کنند. دیوان عالی به دلیل آنکه قانون ماساچوست به منع توزیع ابزار پیشگیری از بارداری برای افرادی که ازدواج نکرده‌اند می‌کند و حقوق برابر قانون اساسی را نقض می‌کند حکم به لغو این قانون داد.